# Benidorm
Benidorm je općina i grad na sredozemnoj obali Španjolske. Administrativno pripada provinciji Alicante, koja je dio Valencijske Zajednice. Općina je 2017. godine imala 66.831 stanovnika, nastanjenih na ukupnoj površini od 48,51 km². 
Benidrom se smatra turističkom prijestolnicom Valencijske Zajednice, te je poznat pod nadimkom "New York Mediterana" zahvaljujući velikom broju nebodera izgrađenih većinom u neposrednoj blizini mora i plaže. Po broju nebodera, Benidorm se nalazi na prvom mjestu u Španjolskoj. Također je na prvom mjestu u svijetu po broju nebodera po glavi stanovnika, i drugi po broju nebodera po metru kvadratnom, iza New Yorka.
Poznat po svojim pješčanim plažama i noćnom životu, Benidorm je jedno od najvažnijih i najpoznatijih turističkih odredišta u Španjolskoj i na cijelom Mediteranu. Po smještajnom kapacitetu, Benidorm je treći grad u Španjolskoj, iza Madrida i Barcelone. Tijekom ljetnih mjeseci, broj ljudi u gradu raste i do 400.000. 

## Povijest
Iako na području općine postoje neki nalazi iz antičkog doba, u vrijeme španjolske rekonkviste nije postojalo važnije naselje na mjestu gdje se danas nalazi Benidorm. Njegovim osnivačem smatra se Bernardo de Sarriá, admiral i aragonski plemić čijom odlukom su 8. svibnja 1325. osnovani utvrda i naselje na današnjem mjestu. U skladu s općom strategijom španjolskih osvajača u ovom periodu, novo naselje je stvoreno dovođenjem katoličkih obitelji sa sjevera kako bi se stvorila protuteža postojećem arapskom stanovništvu. 
Tijekom 15. i 16. stoljeća napadi s mora od strane berberskih gusara onemogućavali su razvoj naselja, te se broj stanovnika smanjivao u korist naselja u sigurnijem planinskom zaleđu. Situacija je poboljšana tijekom 17. stoljeća, osnaživanjem obrambene tvrđave, te dovođenjem vode iz susjednih naselja. Pred kraj 18. stoljeća Benidorm je imao oko 2700 stanovnika koji su se bavili ponajprije ribarstvom. Njihova specifična tehnika ulova tune za vrijeme godišnjih migracija (tzv. almadraba) postala je poznata diljem Sredozemlja, te je ribarstvo ostalo primarna gospodarska grana sve 50-ih godina 20. stoljeća kada ulov pada na ekonomski neisplativu razinu.
Međutim, godine 1956. pod upravom gradonačelnika Pedra Zaragoze Ortsa, općina donosi novi i za to vrijeme potpuno inovativni urbanistički plan s ciljem pretvaranja grada u turistički centar kroz konstrukciju novih velikih avenija, te uklanjanje svih ograničenja za gradnju u visinu. Time započinje period turističkog booma koji obilježava ostatak 20. stoljeća.

## Zemljopis
Svoj turistički uspjeh Benidorm može velikim dijelom zahvaliti povoljnom zemljopisnom položaju i mikroklimi. Grad je nastao uz zaljev na obali Sredozemnog mora, s otvorenim pogledom na more prema jugu, dok je s ostalih strana svijeta zaštićen planinskim masivima koji ga štite od istočnog i sjevernog vjetra. Prednosti ovog položaja osobito su značajne tijekom proljeća, jeseni i zime kada prosječne temperature zraka i mora ostaju znatno više nego u većem dijelu istočne Španjolske obale, te je kupanje moguće gotovo cijele godine. 
Klima je suha, s manje od 300 mm padalina godišnje. Istovremeno, Benidorm ima više od 3000 sučanih sati godišnje i prosječnu temperaturu od 18.9°C. Tijekom zime, maksimalna dnevna temperatura se kreće između 16 i 20 °C, a minimalna između 6 i 10 °C. Ljeti, maksimalna dnevna temperatura doseže 28 do 33 °C, a minimalna 18 do 23°C. Tijekom ljeta, noćne temperature čestu ostaju iznad 20 °C.
Grad je poznat po dugačkim pješčanim plažama. Tri plaže, Levante, Poniente i Mal Pas, nose plavu zastavu - najvišu oznaku kvalitete plaža prema standardima Europske unije. 

## Znamenitosti
Osim po plažama, grad je najpoznatiji po brojnim neboderima, uključujući Gran Hotel Bali - u vrijeme izgradnje 2002. godine najviši neboder u Španjolskoj i najviši hotel u čitavoj Europi.  
- Neboderi u Benidormu
- Gran Hotel Bali, 186 m, drugi najviši hotel u Europi
- Intempo, 200 m, najviši neboder u Benidormu
- Neguri Gane, 145 m
- Mirador del Mediterraneo, 123 m
- Torre Lúgano, 158 m